# Stanislas Verroust
Pour les articles homonymes, voir Verroust.
Louis Stanislas Xavier Verroust est un hautboïste et compositeur français né le 10 mai 1814 à Hazebrouck et mort le 11 avril 1863 dans la même ville.

## Contexte
La classe de hautbois du Conservatoire de Paris existe depuis la fondation de cet établissement le 16 thermidor an III (3 août 1795). Au cours du XIXe siècle, elle est tenue successivement par François Sallantin (1795-1816), Gustave Vogt (1816-1853), Stanislas Verroust (1853-1860), Charles-Louis Triébert (1860-1867), Félix-Charles Berthélémy (1867-1868), Charles Colin (1868-1881) et Georges Gillet (1881-1920).

## Biographie
Né dans une famille de musiciens, son père était chef de la Musique de la Garde Nationale d'Hazebrouck, Stanislas Verroust fait montre très jeune d'évidentes dispositions musicales et intègre en 1831 la classe de Gustave Vogt au conservatoire de Paris. Il obtient un second prix de hautbois en 1833, puis le premier prix l’année suivante. Également très bon violoniste, il devient second violon à l’orchestre du Palais-Royal dès 1831 mais se distingue essentiellement en tant que hautboïste, jouant successivement au théâtre de la Porte-Saint-Martin, au théâtre de la Renaissance et à l’Opéra de Paris à partir de 1839.
Éminent pédagogue, il est professeur au Gymnase musical militaire, puis chef de musique de la 2e légion de la Garde nationale en 1848, premier hautbois de la Chapelle impériale en 1853 et professeur de la classe de hautbois du Conservatoire de Paris de 1853 à 1860. Il est cependant mis à pied quelques mois en 1854 pour alcoolisme.
Comme compositeur, il écrit de nombreuses pièces pour son instrument : douze solos de concert, dont plusieurs sont inscrits à l’épreuve finale du premier prix de hautbois du Conservatoire, des fantaisies et variations brillantes sur des airs d’opéras connus de l’époque. Le Trio sur des motifs favoris, opus 72, une œuvre de la maturité composée vers 1850 pour hautbois, basson et piano, disponible en édition moderne chez Accolade verlag, est un exemple représentatif de son art, où alternent virtuosité et passages d’un lyrisme échevelé.
Il dédie son cinquième concerto pour hautbois à Victor Magnien, directeur du conservatoire de Lille.
Il est le frère de Charles Verroust, célèbre bassoniste.

## Œuvres
- Fantaisie pour cor anglais avec acc. de piano, op. 1
- Fantaisie sur le Planteur de Monpou, pour hautbois avec acc. de piano, op. 12
- Le Pèlerinage, fantaisie composée sur des motifs de Me Molinos Lafitte, pour le hautbois avec acc. de piano, op. 14
- Caprice, Variations sur des mélodies favorites de Fr. Schubert, pour le hautbois avec acc. de piano, op. 15
- Variations sur un thème de Bellini pour l'ophicléide avec accompagnement d'orch. ou de piano, op. 22
- Thème et variations pour cor anglais avec acc. de piano, op. 23
- Variations sur un thème de Hummel pour hautbois avec acc. de piano, op. 26
- Fantaisie sur l'opéra de Donizetti "Nizza de Grenade (Lucrezia Borgia)" pour hautbois avec acc. de piano, op. 27
- 1er Air varié sur un thème original pour le hautbois, avec acc. d'orchestre ou de piano, op. 32
- Fantaisie sur "Delle nozze de Lammermoor" de Carafa pour hautbois avec acc. de piano ad. libitum, op. 33
- Aranjuez, fantaisie sur des motifs espagnols pour hautbois avec acc. de piano, op. 34
- Variations brillantes sur des motifs de G. Rossini, composées pour le hautbois avec acc. de piano, op. 35
- Tyrolienne favorite de Rossini, variée pour hautbois avec acc. de piano, op. 36
- Fantaisie et variations sur "Fiorello" d'Auber pour le hautbois avec acc. de piano, op. 37
- Mosaïque théâtrale, 20 fantaisies brillantes, sur des motifs de Verdi, Bellini, Balfe, Proch, etc., pour hautbois seul, op. 38
- Le Ranz des vaches suivi d'un air suisse favori varié pour hautbois, ou clarinette si bémol ou saxophone ténor avec acc. de piano, op. 40
- Fantaisie et variations sur "Il corsaro" de Verdi pour hautbois avec acc. de piano, op. 54
- Fantaisie pour hautbois avec acc. de piano sur des motifs favoris d'Achille Gouffé, op. 55
- Souvenir de Wisbaden, 2e air varié pour hautbois avec acc. de piano, op. 57
- Divertissement sur "la Fille du régiment" de Donizetti pour hautbois avec acc. de piano, op. 58
- Souvenir de "Maria Padilla" de Donizetti, pour hautbois avec acc. de piano, op. 59
- Divertissement sur "Linda di Chamonix" de Donizetti pour hautbois avec acc. de piano, op. 60
- La Calesera, fantaisie sur des motifs espagnols pour hautbois avec acc. de piano, op. 61
- Fantaisie sur des motifs de "Falstaff" de Adam, pour hautbois avec acc. de piano, op. 62
- Fantaisie pour hautbois, avec acc. de piano, op. 63
- Fantaisie sur des motifs de "Catarina Cornard" de Donizetti, pour hautbois avec acc. de piano, op. 64
- 24 Etudes pour hautbois, en 2 suites, op. 65
- 24 Etudes mélodiques pour le hautbois avec acc. de piano, en 4 suites, op. 65 bis
- Grande Valse pour le hautbois pastoral avec accompagnement de piano, op. 66
- Grande Valse pour le hautbois avec acc. de piano, op. 66 bis
- Cavatine de "Pia de Tolomei" pour hautbois pastoral avec accompagnement de piano, op. 67
- Cavatine de "Pia Tolomei" pour le hautbois avec acc. de piano, op. 67 bis
- Méthode pour le hautbois, d'après Joseph Sellner, op. 68
- Souvenir des Eaux-Bonnes pour hautbois avec acc. de piano, op. 71
- Trio sur des motifs favoris, pour hautbois, basson et piano, op. 72
- 1er Solo pour le hautbois avec acc. de quatuor ou de piano, op. 73
- 2e Solo de concert pour hautbois avec acc. de piano ou de quatuor, op. 74
- 6 Sonates de Devienne, arrangées pour le hautbois solo, op. 75
- 3e Solo de concert [en fa] pour hautbois avec acc. de piano ou de quatuor, op. 76
- 4e Solo de concert [en ré mineur] pour le hautbois avec acc. de piano ou de quatuor, op. 77
- 5e Solo de concert [en sol mineur] pour le hautbois avec acc. de piano ou de deux violons, alto et basse, op. 78
- 6e Solo de concert [en la mineur] pour le hautbois avec acc. de piano ou de quatuor, op. 79
- La Zingara de G. Donizetti pour hautbois avec acc. de piano, op. 80
- 7e Solo de concert [en do] pour le hautbois avec acc. de piano ou de deux violons, alto et basse, op. 81
- 8e Solo de concert [en si bémol] pour hautbois avec acc. de piano ou deux violons, alto et basse, op. 82
- 9e Solo de concert [en ré], pour le hautbois avec acc. de piano ou de quatuor, op. 83
- 10e Solo de concert [en mi mineur] pour le hautbois avec acc. de piano ou de quatuor, op. 84
- 11e Solo de concert pour le hautbois avec acc. de piano ou quatuor, op. 85
- 12e Solo de concert [en sol] pour hautbois avec acc. de piano ou de quatuor, op. 86